# Artg Diesrut
Artg Diesrut är en bergstopp i Schweiz. Den ligger i distriktet Surselva och kantonen Graubünden, i den sydöstra delen av landet, 130 km öster om huvudstaden Bern. Toppen på Artg Diesrut är 2 467 meter över havet.